# Rivière Thompson (lac Notawassi)
Pour les articles homonymes, voir Thompson et Rivière Thompson.
La rivière Thompson est un affluent du lac Notawassi coulant dans le territoire non organisé de Lac-Douaire, dans la municipalité régionale de comté (MRC) de Antoine-Labelle, dans la région administrative des Laurentides, dans la province de Québec, au Canada.
La foresterie a toujours été l'activité économique dominante de ce secteur. Au XIXe siècle, les activités récréotouristiques ont été mises en valeur.
La surface de cette rivière est habituellement gelée de la fin de novembre à la fin mars, sauf les zones de rapides; toutefois la circulation sécuritaire sur la glace se fait généralement de la mi-décembre à la mi-mars.[réf. nécessaire]

## Géographie
La rivière Thompson tire sa source au lac Thompson (longueur: 2,1 km; altitude: 379 m) lequel est situé dans le territoire de la zec Lesueur, dans le territoire non organisé de Lac-Douaire. Ce lac difforme fait en longueur comporte une presqu'île rattachée à la rive est et s'étirant sur 0,4 km vers le sud-ouest. Le lac Thompson est alimenté par la décharge (venant du nord-ouest) de plusieurs lacs: Rolt, Chevalier, Alida et un lac non identifié; ainsi que par la décharge (venant du nord) du Petit lac Thompson.
À partir du lac Thompson, la rivière Thompson descend sur 13,7 km, avec une dénivellation de 130 m, selon les segments suivants:
- 3,1 km vers le sud-est (en sortant du territoire de la zec Lesueur) jusqu'à un coude de rivière correspondant à un ruisseau (venant de l'ouest); puis vers l'est jusqu'au lac Farina que le courant traverse sur 0,5 km vers le sud jusqu'à son embouchure;
- 2,7 km vers le sud d'abord en traversant partiellement le lac Farina (longueur: 0,8 km; altitude: 263 m);
- 7,9 km (ou 2,7 km en ligne directe) vers le sud-ouest en formant de nombreux serpentins, en recueillant la décharge de trois petits lacs et en recueillant la décharge d'un petit lac, jusqu'à son embouchure[2].

## Toponymie
Le terme "Thompson" s'avère un patronyme de famille d'origine britannique.[réf. nécessaire]
Le toponyme rivière Thompson a été officialisé le 5 décembre 1986 à la Banque des noms de lieux de la Commission de toponymie du Québec.